# Винницкий национальный медицинский университет имени Н. И. Пирогова
Винницкий национальный медицинский университет имени Н. И. Пирогова (укр. Вінницький національний медичний університет імені Миколи Пирогова) — высшее учебное заведение IV уровня аккредитации, расположенное в Виннице.

## История
Был основан в 1921 году.
В разные годы назывался:
- Винницкий фармацевтический институт (с 1921),
- Винницкий филиал Всеукраинского института заочного медицинского образования (с 1930),
- Винницкий вечерний производственный медицинский институт (с 1932),
- Винницкий медицинский институт (с 1934).

В 1960 году институту было присвоено имя Николая Пирогова.

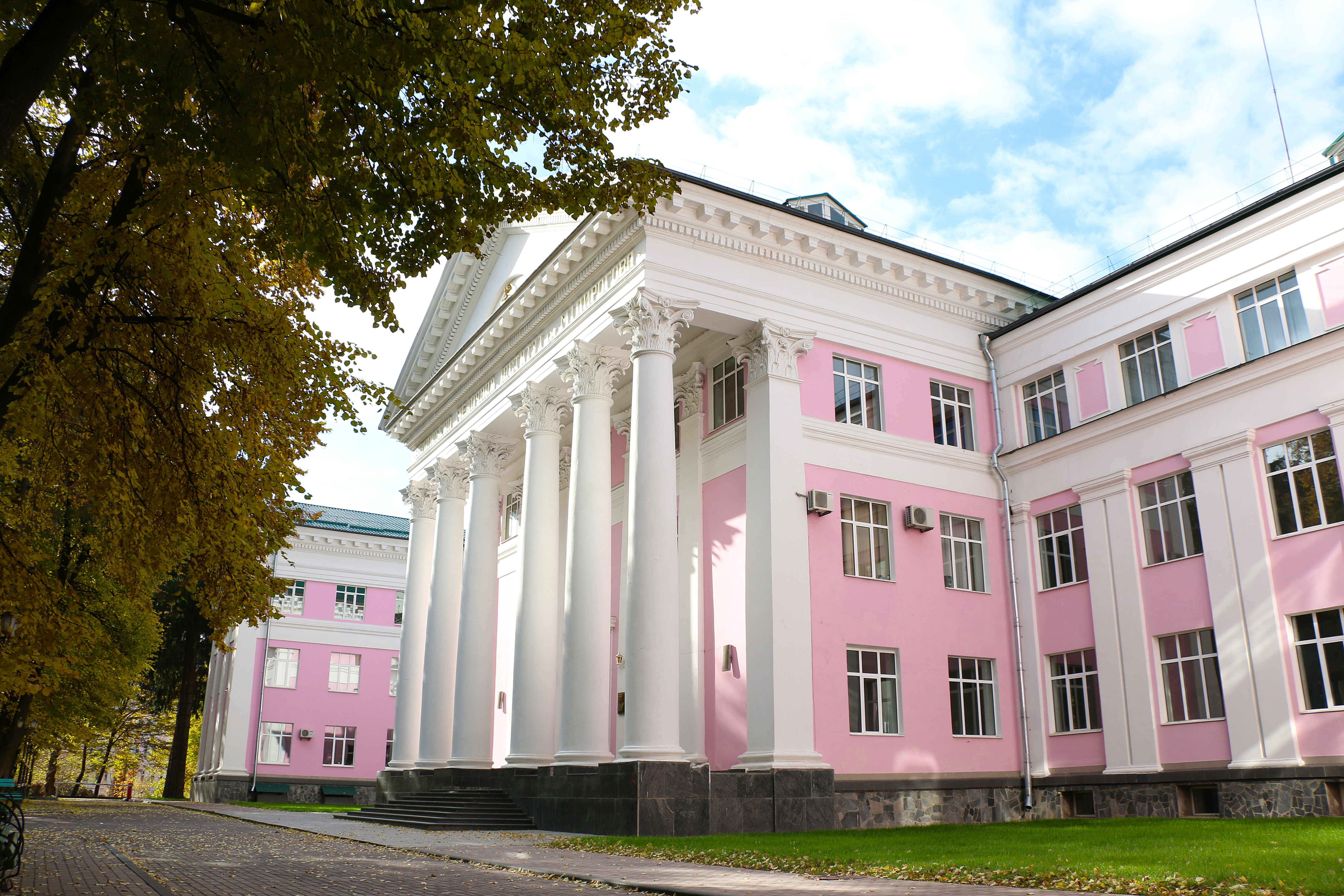
Главный корпус университета

В 1984 году ВУЗ был награждён орденом «Знак Почёта».
В 1994 году институту был присвоен статус университета.
В 1995 году учёный совет университета принял решение о возобновлении Пироговских чтений на базе университета. Эта инициатива была поддержана научной медицинской общественностью разных стран и руководством Украины.
Статус национального университет приобрел в 2002 году. В этом же году он был награждён Почетными грамотами Кабинета Министров Украины и Верховной Рады Украины.
В 2023 году и. о. ректора университета и Глава Учёного Совета В. В. Петрушенко подписала соглашение о намерении постоянного сотрудничества с Пенсильванским университетом (США).

## Ректоры
В настоящее время ректором университета и главой Учёного совета (коллективного органа управления) является Петрушенко Виктория Викторовна — доктор медицинских наук, профессор, заведующая кафедрой эндоскопической и сердечно-сосудистой хирургии, лауреат премии им. Н. И. Пирогова. 